# Білоруський народний комітет
Білоруський народний комітет (біл. Беларускі народны камітэт) — координаційний орган білоруських політичних, громадських та професійних організацій.
Діяв в 1915—1918 роках на території Білорусі, що їх зайняли німецькі війська під час Першої світової війни. Комітет було створено у Вільно (тепер Вільнюс). У БНК входили представники Білоруської соціал-демократичної робочої групи, Віленського комітету Білоруської соціалістичної громади, Білоруського товариства допомоги постраждалим від війни та інші. БНК очолював Антін Луцкевич.
На початку свого існування БНК дотримувався концепції Конфедерації Великого князівства Литовського, пізніше члени комітету висловлювалися за створення Білорусько-Литовської держави з внутрішнім розмежуванням автономних білоруських і литовських земель. У червні 1916 року комітет виробив ідею Сполучених Штатів від Балтійського до Чорного моря. Цю концепцію БНК представив на Лозаннській конференції народів Росії (1916). БНК брав участь в проведенні Білоруської конференції 1918 року у Вільнюсі. На ній була обрана Віленська білоруська рада, якій Білоруський народний комітет передав свої повноваження.